# .lr
.lrは国別コードトップレベルドメイン（ccTLD）の一つで、リベリアに割り当てられている。

## 第二レベルドメイン
- com.lr: 商業用
- edu.lr: 学士を授与する学校
- gov.lr: 政府機関
- org.lr: 非営利組織
- net.lr: ネットワークインフラ